# Верхние Рошканы
Верхние Рошканы, Рошканий де Сус (рум. Roşcanii de Sus) — село в Резинском районе Молдавии. Наряду с сёлами Гидулены и Нижние Рошканы входит в состав коммуны Гидулены.

## География
Село расположено на высоте 133 метра над уровнем моря.

## Население
По данным переписи населения 2004 года, в селе Рошканий де Сус проживает 207 человек (121 мужчина, 86 женщин).
Этнический состав села:
| Национальность | Число жителей | Процентный состав |
| -------------- | ------------- | ----------------- |
| молдаване      | 207           | 100,0             |
| Всего          | 207           | 100 %             |